# Liste der denkmalgeschützten Objekte in Haag (Niederösterreich)
Die Liste der denkmalgeschützten Objekte in Haag enthält die 13 denkmalgeschützten, unbeweglichen Objekte der Stadtgemeinde Haag im niederösterreichischen Bezirk Amstetten.

## Denkmäler
| Foto |                 | Denkmal                                                                           | Standort                                      | Beschreibung | Metadaten |
| ---- | --------------- | --------------------------------------------------------------------------------- | --------------------------------------------- | --- | --- |
| ja   | Datei hochladen | Pestpfeiler HERIS-ID: 31172 Objekt-ID: 28102                                      | bei Bahnhofstraße 66 Standort KG: Haag Stadt  | Granitbildstock mit Spitznische aus dem 17. Jahrhundert. | BDA-Hist.: Q37940779 Status: § 2a Stand der BDA-Liste: 2025-06-30 Name: Pestpfeiler GstNr.: 241/1 Pestpfeiler Haag (Niederösterreich)                                                      |
| ja   | Datei hochladen | Ehem. Versorgungsheim mit Versorgungsheimkapelle HERIS-ID: 31168 Objekt-ID: 28098 | Erholungsheimstraße 2 Standort KG: Haag Stadt | Ehemaliges Pflege- und Altenheim. Ein zweigeschoßiger Baublock mit Walmdach aus dem Jahr 1898. Die neugotische Kapelle mit Dachreiter wurde 1901 bis 1902 von Franz Pichlwanger für ein eingerichtetes Damenstift erbaut. 1996 generalsaniert. Evangelische Predigtstation der Heilandskirche (Amstetten).                                       | BDA-Hist.: Q37940747 Status: Bescheid Stand der BDA-Liste: 2025-06-30 Name: Ehem. Versorgungsheim mit Versorgungsheimkapelle GstNr.: 130/2, 130/45 Versorgungsheim Haag (Niederösterreich) |
| ja   | Datei hochladen | Stadtpfarrkirche hl. Michael HERIS-ID: 31144 Objekt-ID: 28073                     | Hauptplatz Standort KG: Haag Stadt            | Eine spätgotische Staffelkirche aus dem dritten Viertel des 15. Jahrhunderts mit einem Langchor. | BDA-Hist.: Q37940600 Status: Bescheid Stand der BDA-Liste: 2025-06-30 Name: Stadtpfarrkirche hl. Michael GstNr.: .49 St. Michael, Haag (Niederösterreich)                                  |
| ja   | Datei hochladen | Pfarrhof HERIS-ID: 31151 Objekt-ID: 28081                                         | Hauptplatz 1 Standort KG: Haag Stadt          | Ein im Kern mittelalterliches mehrgeschoßiges Bauwerk, das mehrfach ausgebaut wurde. | BDA-Hist.: Q37940668 Status: § 2a Stand der BDA-Liste: 2025-06-30 Name: Pfarrhof GstNr.: 65/3                                                                                              |
| ja   | Datei hochladen | Ehem. Kirchhof HERIS-ID: 31149 Objekt-ID: 28078                                   | Hauptplatz 2 Standort KG: Haag Stadt          | Im Kirchhof befindet sich das Soldatendenkmal aus dem Jahr 1956, das Mesnerhaus mit einer Kernsubstanz aus der ersten Hälfte des 17. Jahrhunderts, eine ehemalige Kapelle im Osten mit einem geschwungenen Knickgiebel aus dem 18. Jahrhundert und die Michaelskapelle, westlich der Kirche.                                                     | BDA-Hist.: Q37940650 Status: § 2a Stand der BDA-Liste: 2025-06-30 Name: Ehem. Kirchhof GstNr.: .49, .50/1 Ehem. Kirchhof Haag (Niederösterreich)                                           |
| ja   | Datei hochladen | Ehem. Gasthof HERIS-ID: 31159 Objekt-ID: 28089                                    | Hauptplatz 11 Standort KG: Haag Stadt         | Ein Bau mit einer Kernsubstanz aus dem 16. Jahrhundert und einer klassizierenden Fassade um 1900. | BDA-Hist.: Q37940698 Status: Bescheid Stand der BDA-Liste: 2025-06-30 Name: Ehem. Gasthof GstNr.: .39/1 Ehem. Gasthof Haag (Niederösterreich)                                              |
| ja   | Datei hochladen | Bezirksgericht HERIS-ID: 31162 Objekt-ID: 28092                                   | Höllriglstraße 7 Standort KG: Haag Stadt      | Ein späthistoristischer Bau von Anton Gürlich, der 1902/03 errichtet wurde. Der Straßenfronttrakt ist dreigeschoßig, hat einen turmartigen Mittelrisalit und Ecktürmchen. | BDA-Hist.: Q37940710 Status: § 2a Stand der BDA-Liste: 2025-06-30 Name: Bezirksgericht GstNr.: 146/2                                                                                       |
| ja   | Datei hochladen | Rathaus, altes Gemeindeamt HERIS-ID: 31167 Objekt-ID: 28097                       | Sparkassestraße 3 Standort KG: Haag Stadt     | Ein Bauwerk, das als Sparkassengebäude 1889 errichtet wurde. Der dreigeschoßige Haupttrakt mit einer neobarocken Fassade. | BDA-Hist.: Q37940734 Status: § 2a Stand der BDA-Liste: 2025-06-30 Name: Rathaus, altes Gemeindeamt GstNr.: 140 Rathaus Haag (Niederösterreich)                                             |
| ja   | Datei hochladen | Michaelskapelle HERIS-ID: 31146 Objekt-ID: 28075                                  | Standort KG: Haag Stadt                       | Ein neugotischer Quaderbau – westlich der Kirche – mit wehrhaftem Charakter und einem Walmdach, der 1892 nach einem Entwurf von Eduard Zotter errichtet wurde. Links vom Haupteingang eine Grabplatte aus dem Jahr 1575 und im Hintergrund die zinnenbekrönte Wehrmauer, die 1891 weitgehend in ihrer ursprünglichen Form wiederherstellt wurde. | BDA-Hist.: Q37940629 Status: § 2a Stand der BDA-Liste: 2025-06-30 Name: Michaelskapelle GstNr.: .50/2 Michaelskapelle Haag (Niederösterreich)                                              |
| ja   | Datei hochladen | Freilichtmuseum im Weiß-Park HERIS-ID: 31169 Objekt-ID: 28099                     | Standort KG: Haag Stadt                       | Ein frei zugängliches Freilichtmuseum mit etwa 15 Exponaten wie Schüttkästen, Hausmühle, Ausnehmerhaus und einer Weinpresse aus dem Jahr 1752, das 1979 gegründet wurde. | BDA-Hist.: Q37940764 Status: § 2a Stand der BDA-Liste: 2025-06-30 Name: Freilichtmuseum im Weiß-Park GstNr.: 159                                                                           |
| ja   | Datei hochladen | Pietàsäule HERIS-ID: 31176 Objekt-ID: 28106                                       | Standort KG: Haag Stadt                       | Eine Bildsäule mit einer Pietà-Steinfigur aus dem 18. Jahrhundert, nächst dem Eingang des Friedhofes. | BDA-Hist.: Q37940800 Status: § 2a Stand der BDA-Liste: 2025-06-30 Name: Pietàsäule GstNr.: 177                                                                                             |
| ja   | Datei hochladen | Schloss Salaberg samt Park HERIS-ID: 34880 Objekt-ID: 33370                       | Salaberg 35 Standort KG: Salaberg             | Eine aus einer mittelalterlichen Burg hervorgegangene dreihöfige Renaissance-Schlossanlage mit früh- und hochbarocken Elementen. | BDA-Hist.: Q2243309 Status: Bescheid Stand der BDA-Liste: 2025-06-30 Name: Schloss Salaberg samt Park GstNr.: 145 Schloss Salaberg                                                         |
| ja   | Datei hochladen | Figurenbildstock hl. Johannes Nepomuk HERIS-ID: 31175 Objekt-ID: 28105            | bei Salaberg 19 Standort KG: Salaberg         | Eine Johann-Nepomuk-Statue aus etwa der Mitte des 18. Jahrhunderts. | BDA-Hist.: Q37940791 Status: § 2a Stand der BDA-Liste: 2025-06-30 Name: Figurenbildstock hl. Johannes Nepomuk GstNr.: 385/1                                                                |